# Pauline Croze
Pauline Croze (Noisy-le-Sec, 4 de mayo de 1979) es una cantante y música pop/folk francesa, con un fuerte componente groove. 

## Biografía
Pauline Croze es hija de una psicoanalista y de un profesor de física. Empieza a cantar y a tocar la guitarra con 14 años. Seis años más tarde realiza sus primeras maquetas con Quito, del grupo Señor Holmes, y aparece por primera vez en escena.
En 2003, colabora con Anne Claverie y Edith Fambuena de los Valentins. Este trabajo le permite darse a conocer en los Transmusicales de Rennes. En esta época es telonera de Miossec, -M-, Bernard Lavilliers, Cali, Tryo o Lhasa.
Su primer álbum, grabado en 2004, fue dirigido por Edith Fambuena. Incluye canciones de Doriand y de Mickaël Furnon del grupo Mickey 3D. Salió en febrero de 2005. Ese mismo año fue nominada para el Prix Constantin.
En 2006 el éxito de su álbum le permite realizar una gira de un año y medio y tocar en la Cigale y la L'Olympia. Se convierte en disco de oro con más de 150 000 ejemplares vendidos. Ella es nominada a los Victoires de la musique y recibe el premio Adami-Bruno Coquatrix 2006.
En noviembre de 2007 publica su segundo álbum en Francia y Japón, Un bruit qui court, el que la lleva a hacer una gira por Francia así como por Japón (Tokio). Este álbum está dirigido por Jean Lamoot e incluye un título escrito y compuesto por Arthur H. Los arreglos se distinguen por la introducción de instrumentos étnicos indonesios que dan un sonido singular, incluido el Gamelan utilizado en la canción Valparaíso en referencia al viaje. Lo hizo en Chile en su primera gira.
En 2009 realiza una gira por el Oeste de África. Ella escribe y compone el título Dans les films interpretadas por Julie Depardieu para la película Le Bal des actrices de Maïwenn.
En 2011 ella es nominada al Chevalier des Arts et des Lettres.
En 2012 publica su tercer álbum, Le Prix de l'Éden, de nuevo dirigido por Edith Fambuena y que incluye una composición de Vincent Delerm titulada Dans la ville. 
En 2016, con el álbum Bossa Nova dirigido por Richard Minier, toma los estándares de la música brasileña, esencialmente en su versión en francés. Esto la lleva a Río de Janeiro donde conoce al cantante de guitarra Vinicius Cantuaria y al pianista Marcos Ariel. Ella tiene el privilegio con motivo de una cita parisina de compartir el escenario con Pierre Barouh, uno de los principales importadores de la bossa en Francia.
El 16 de febrero de 2018, lanzó el álbum Ne rien faire, hecho por Charles Souchon, de Ours, y Romain Preuss del grupo Scotch & Sofa.

## Discografía
- 2005 : Pauline Croze
- 2007 : Un Bruit qui court
- 2012 : Le Prix de l'Eden
- 2016 : Bossa Nova
- 2018 : Ne rien faire

## Singles
- 2005 : Mise à nu
- 2005 : T'es beau
- 2005 : Larmes
- 2006 : Jeunesse affamée
- 2007 : Jour de foule
- 2008 : Baiser d'adieu

## Participaciones
- 2006 : Sous le soleil de Miami con Arthur H en el DVD Show Time.
- 2006 : Stances à un cambrioleur, versión de Georges Brassens en la recopilación Putain de toi.
- 2009 : Compone la canación Dans les films para la película Le Bal des actrices de Maïwenn, que ella grabó con Julie Depardieu.
- 2011 : C'est Léger a dúo con Ben Mazué en el álbum Confessions d'un rap addict.
- 2015 : Le monsieur qui dort dehors con Aldebert en el álbum Enfantillages de Noël.
- 2017 : Pour que tu existes en dúo con Andréel para el álbum Que du feu.